# Astrid Bodin
Astrid Linnéa Bodin, född 10 juli 1903 i Österunda socken i Uppland, död 20 oktober 1961 i Kungsholms församling i Stockholm, var en svensk skådespelare. Hon medverkade mellan 1931 och 1961 i ett 140-tal filmer.

## Biografi
Bodin började vid teatern hos Oscar Winge och var engagerad där till 1924, hos Karin Swanström 1924–1926, var engagerad vid ett flertal Stockholmsteatrar samt vid turnéer, hos teaterdirektören Ragnar Klange, vid Folkteatern i Göteborg 1939, vid Folkan i Stockholm 1940.[källa behövs]
Astrid Bodin medverkade mellan 1931 och 1961 i ett 140-tal filmer. Hon filmdebuterade 1931 i Per-Axel Branners Under röda fanor.
Bodin var under en period gift med skådespelaren Eric Dahlström; de skilde sig 1943.[källa behövs] Astrid Bodin dog 1961 och är begravd på Sandsborgskyrkogården i Stockholm.

## Filmografi i urval
- 1931 – Under röda fanor
- 1932 – Söderkåkar
- 1932 – Muntra musikanter
- 1933 – Djurgårdsnätter
- 1934 – Flickorna från Gamla stan
- 1934 – Sången om den eldröda blomman
- 1934 – Sången till henne
- 1935 – Tjocka släkten
- 1936 – Våran pojke
- 1936 – Söder om landsvägen
- 1936 – Äventyret
- 1936 – Intermezzo
- 1937 – Konflikt
- 1938 – Med folket för fosterlandet
- 1938 – Baldevins bröllop
- 1938 – En kvinnas ansikte
- 1939 – Skanör-Falsterbo
- 1940 – Alle man på post
- 1940 – Blyge Anton
- 1940 – Ett brott
- 1940 – Vi tre
- 1940 – Alle man på post
- 1941 – Springpojkar är vi allihopa
- 1941 – Landstormens lilla argbigga
- 1941 – Soliga Solberg
- 1941 – Tänk, om jag gifter mig med prästen
- 1941 – Hem från Babylon
- 1941 – Dunungen
- 1941 – En fattig miljonär
- 1942 – Halta Lottas krog
- 1943 – I brist på bevis
- 1943 – Örlogsmän
- 1943 – Ombyte av tåg
- 1943 – När ungdomen vaknar
- 1943 – Sonja
- 1944 – Snöstormen
- 1944 – Stopp! Tänk på något annat
- 1944 – Fattiga riddare
- 1944 – Skeppar Jansson
- 1944 – På farliga vägar
- 1945 – Vandring med månen
- 1945 – Rattens musketörer
- 1945 – Resan bort
- 1946 – Brita i grosshandlarhuset
- 1946 – Åsa-Hanna
- 1946 – Rötägg
- 1946 – Hotell Kåkbrinken
- 1947 – Kvarterets olycksfågel
- 1947 – Jag älskar dig, Karlsson!
- 1947 – Det vackraste på jorden
- 1947 – En fluga gör ingen sommar
- 1947 – Folket i Simlångsdalen
- 1947 – Tappa inte sugen
- 1947 – Nattvaktens hustru
- 1948 – Glada paraden
- 1948 – På dessa skuldror
- 1948 – Soldat Bom
- 1948 – Banketten
- 1948 – Flottans kavaljerer
- 1948 – Loffe som miljonär
- 1949 – Sven Tusan
- 1949 – Smeder på luffen
- 1949 – Åsa-Nisse
- 1949 – Bohus Bataljon
- 1949 – Bara en mor
- 1949 – Lång-Lasse i Delsbo
- 1950 – Till glädje
- 1950 - Flicka och hyacinter
- 1950 – Loffe blir polis
- 1950 – Stjärnsmäll i Frukostklubben
- 1950 – Frökens första barn
- 1950 – Fästmö uthyres
- 1950 – Pimpernel Svensson
- 1950 – Den vita katten
- 1951 – Dårskapens hus
- 1951 – Spöke på semester
- 1952 – Säg det med blommor
- 1952 – Janne Vängman i farten
- 1952 – Kalle Karlsson från Jularbo
- 1952 – Hon kom som en vind
- 1952 – För min heta ungdoms skull
- 1952 – Farlig kurva
- 1953 – Sommaren med Monika
- 1953 – Flickan från Backafall
- 1953 – Barabbas
- 1953 – Glasberget
- 1954 – Hästhandlarens flickor
- 1954 – Sju svarta "Be-Hå"
- 1954 – Aldrig med min kofot
- 1954 – Storm över Tjurö
- 1954 – I rök och dans
- 1954 – Flicka med melodi
- 1954 – Flicka utan namn
- 1954 – Östermans testamente
- 1954 – Simon Syndaren
- 1954 – Ung man söker sällskap
- 1954 – Herr Arnes penningar
- 1954 – En natt på Glimmingehus
- 1955 – Hoppsan!
- 1955 – Ute blåser sommarvind
- 1955 – Blå himmel
- 1955 – Finnskogens folk
- 1955 – Giftas
- 1956 – Främlingen från skyn
- 1956 – Häxan
- 1956 – Flamman
- 1956 – Sjunde himlen
- 1956 – Lille Fridolf och jag
- 1956 – Ratataa
- 1956 – Rasmus, Pontus och Toker
- 1956 – Sceningång
- 1956 – Skorpan
- 1957 – Aldrig i livet
- 1957 – Mamma tar semester
- 1957 – Räkna med bråk
- 1957 – Lille Fridolf blir morfar
- 1957 – Enslingen Johannes
- 1957 – Far till sol och vår
- 1958 – Du är mitt äventyr
- 1958 – Den store amatören
- 1958 – Fridolf sticker opp!
- 1958 – Åsa-Nisse i kronans kläder
- 1959 – Enslingen i blåsväder
- 1959 – Det svänger på slottet
- 1959 – Fridolfs farliga ålder
- 1960 – Domaren
- 1959 – Sköna Susanna och gubbarna
- 1960 – Åsa-Nisse som polis
- 1960 – På en bänk i en park
- 1960 – Tre önskningar
- 1961 – Änglar, finns dom?
- 1961 – Svenska Floyd
- 1968 – Sarons ros och gubbarna i Knohult (klippfilm)

## Teater

### Roller
| År   | Roll             | Produktion                                     | Regi              | Teater                        |
| ---- | ---------------- | ---------------------------------------------- | ----------------- | ----------------------------- |
| 1931 |                  | En Söderpojke Siegfried Fischer                | Siegfried Fischer | Söders friluftsteater         |
| 1932 |                  | Tokstollar och högfärdsblåsor Gideon Wahlberg  | Gideon Wahlberg   | Tantolundens friluftsteater   |
| 1940 | Hjälpredan Tekla | Café Glada Änkan Ernst Berge                   | Sigge Fürst       | Vanadislundens friluftsteater |
| 1947 |                  | Det var en gång... Holger Drachmann            | Åke Ohberg        | Skansens friluftsteater       |
| 1953 |                  | Änglavakt (La Cuisine des anges) Albert Husson | Sandro Malmquist  | Riksteatern                   |
| 1953 | Miss Thousand    | Dårskapens timme Anna Bonacci                  | Per Gerhard       | Vasateatern                   |
| 1957 | Louella Soames   | Vår lilla stad (Our Town) Thornton Wilder      | Sandro Malmquist  | Riksteatern                   |